# Gia Carangi
Gia Marie Carangi (Filadélfia, 29 de janeiro de 1960 — Filadélfia, 18 de novembro de 1986) foi uma supermodelo norte-americana, atuante entre fins dos anos 1970 e início dos anos 1980. É considerada por críticos da moda como sendo a primeira supermodelo da história, e a mais influente de sua época, apesar de o título estar relacionado anteriormente a outras, como Jean Shrimpton, Janice Dickinson ou mesmo Lisa Fonssagrives, que brilhou nos anos 40 e 50, antes sequer de o termo existir. Anos depois, Cindy Crawford foi apelidada de "Baby Gia" por sua semelhança com ela.
Capa de várias revistas importantes de moda no mundo, principalmente nos Estados Unidos e na Europa, tendo realizado trabalhos para estilistas internacionais consagrados, como Versace, Saint Laurent e Diane von Fürstenberg, sua carreira decaiu rapidamente no início dos anos 80, quando desenvolveu uma profunda depressão e viciou-se em cocaína e heroína. Tentando retomar sua carreira e se livrar das drogas, contraiu o vírus HIV, e acabou falecendo de AIDS pouco tempo depois, aos 26 anos de idade, em 1986. Gia foi uma das primeiras mulheres famosas a morrer em razão desta doença nos Estados Unidos, no início da epidemia. Sua vida foi levada à televisão num especial da rede HBO em 1998, no qual Gia foi interpretada pela atriz Angelina Jolie.

## Primeiros anos
Mais nova de três filhos, os dois outros homens, seu pai, Joseph Carangi, italiano, era dono de um restaurante. Sua mãe, Kathleen, era dona de casa, de ascendência irlandesa e galesa. Seus pais tinham um casamento instável e violento, o que fez com que a mãe abandonasse a família quando Gia tinha apenas onze anos. As pessoas que a conheceram culpavam sua infância desestruturada pela instabilidade emocional e dependência química que veio a caracterizar sua vida adulta. Ela foi descrita como "carente e manipuladora" por parentes, que se lembravam dela como uma criança mimada e tímida e uma "menininha da mamãe" que não recebeu a atenção maternal que desejava.
Na adolescência, ela conseguiu a atenção que desejava de outras meninas adolescentes, fazendo amizade com elas e lhes enviando flores. Quando fazia o curso básico na Abraham Lincoln High School, Gia se ligou a um grupo chamado "Bowie kids", adolescentes fãs de David Bowie que imitavam o ídolo nas atitudes estranhas, no comportamento, nas roupas e no estilo "glam". Ela foi atraída para Bowie pelas preferências de moda e pelo estilo sexual ambíguo do cantor e sua assumida bissexualidade. Ela e seus amigos "Bowies" frequentavam bares e clubes gays da Filadélfia e, apesar de ligada à comunidade lésbica da cidade, Gia nunca quis assumir o "estilo lésbico aceito socialmente".

## Carreira

### Sucesso
Gia sempre foi conhecida profissionalmente e no meio da moda apenas pelo seu primeiro nome. Depois de começar a posar para anúncios em jornais locais da Filadélfia, mudou-se para Nova York com 17 anos e rapidamente conseguiu proeminência. Em questão de poucos meses, tornou-se uma das modelos favoritas de fotógrafos famosos, como Richard Avedon, Helmut Newton, Francesco Scavullo, Arthur Elgort, Marco Glaviano e Chris von Wangenheim. Bem entrosada dentro do mundo da moda, era escolhida para trabalhos pelos melhores fotógrafos, especialmente Scavullo. No fim de 1978, com 18 anos, já era uma modelo de sucesso. Numa entrevista a um programa de televisão poucos anos depois, ela declarou: "... eu já comecei a trabalhar com gente muito boa, quero dizer, foi tudo muito rápido. Eu não construí uma carreira de modelo aos poucos, de repente eu me transformei numa".
Trabalhando constantemente para as melhores revistas e os mais sofisticados anunciantes, no fim de 1978 ela era uma figura constante em lugares como o Studio 54 e adquiriu um vício em cocaína, passando depois para a heroína. Seus colegas de trabalho passaram a chamá-la de Sister Morphine ("Irmã Morfina"). Em outubro desse mesmo ano ela fez suas primeiras fotos com o renomado Chris von Wangenheim, que a colocou posando nua atrás de uma cerca de arame junto com a maquiadora Sandy Linter. Gia encantou-se imediatamente por Linter e passou a persegui-la, criando uma relação amorosa que nunca conseguiu ser estável.
Aos 18/19 anos ganhava cerca de US$ 100 000 anuais, um fortuna na época anterior ao surgimento das supermodelos milionárias, como Linda Evangelista, Cindy Crawford e Claudia Schiffer. Gia fazia os melhores trabalhos, revistas como a Vogue e grifes de alta costura e prêt-à-porter como Versace. Seu humor era lendário e trabalhar com ela podia ser caótico. De repente, ela deixava uma sessão de fotos no meio subindo na garupa de algum desconhecido que passava numa Harley-Davidson, com a própria roupa das fotos, sumindo na poeira e sem dar notícia por dias. Ou então, entrava numa mercearia e destrinchava um frango assado comendo com as mãos, vestida com um Saint Laurent de luxo, para desespero dos representantes da grife que acompanhavam a sessão de fotos em locação externa. Certa vez, em fotos para um editorial de moda praia, Gia desceu nua da van da produção e começou a correr pela areia. Recusou-se a fotografar de biquíni e exigiu só posar com a parte de cima e nua embaixo, levando à loucura a editora de moda da Vogue, Vera Wang — depois uma famosa estilista —, que coordenava a produção no local.

### Drogas e declínio
Em 1 de março de 1980, a descobridora de Carangi, Wilhelmina Cooper, fundadora da agência de modelos do mesmo nome, morreu de câncer de pulmão. Devastada, ela começou a abusar das drogas.:246 Scavullo relembrou uma sessão de fotos no Caribe "em que ela estava chorando porque não conseguia encontrar suas drogas. Eu literalmente tive que deitá-la na cama e ficar com ela até que adormecesse". A dependência começou a afetar seu trabalho, com violentos acessos de raiva, a deixar trabalhos pela metade para comprar drogas — durante um trabalho com Richard Avedon pediu para sair e fumar um cigarro e nunca mais voltou — e a cair no sono no meio de sessões fotográficas.
Num de seus últimos trabalhos para a Vogue americana, ela tinha manchas vermelhas visíveis no cotovelo, onde costumava injetar heroína. As fotos foram retocadas e eventualmente saíram na edição de novembro de 1980 da revista, mas algumas delas ainda assim mostravam leves marcas de agulhas nos braços.
Em novembro de 1980, a carreira de Gia estava em franca decadência. Os trabalhos cessaram e até seus melhores amigos da indústria, como a maquiadora Linter, deixaram de falar com ela, temerosos de que sua associação com Gia pudesse prejudicar suas carreiras. Fora da Wilhelmina Models, ela fez um breve contrato com a Ford Models, mas depois de duas semanas foi demitida. Numa tentativa de largar a heroína, voltou para a Filadélfia para morar com a mãe e o padrasto em fevereiro de 1981.:247, 252-253

### Tentativa de retorno

Última capa de revista fotografada por Gia, para a Cosmopolitan, em abril de 1982. Foi uma oportunidade dada a ela por seu amigo e mentor, o fotógrafo Francesco Scavullo, para que voltasse ao topo do mundo da moda após seus problemas de dependência química. Ela aparece inchada e com os braços escondidos atrás do vestido, para esconder as marcas de picadas de agulha neles, provocadas pelo consumo constante de heroína.

Depois de voltar para Filadélfia, Gia entrou num programa de desintoxicação química de 21 dias.:256 Sua sobriedade porém durou pouco tempo, e em março de 1981 ela foi presa após bater com o carro num muro no subúrbio de cidade e fugir do local. Depois da perseguição policial, ela foi detida e colocada sob custódia, cujos exames indicaram a presença de álcool e cocaína no organismo. Depois de solta, ela fez um contrato com uma nova agência de modelos, a Legends, e conseguiu algum trabalho esporádico, especialmente na Europa.:261-262
No segundo semestre de 1981, apesar de totalmente envolvida com drogas, determinada a reiniciar a carreira no topo onde deixou, Gia voltou a Nova York e conseguiu um contrato de agenciamento com a Elite Models. Apesar de alguns clientes se recusarem a trabalhar com ela, pela fama de viciada, outros a queriam pelo antigo status de supermodelo. Um de seus primeiros trabalhos nesse retorno foi com seu maior mentor, Francesco Scavullo, que convenceu os editores da Cosmopolitan a lhe darem a capa da edição de abril de 1982. Sean Byrne, assistente e companheiro do fotógrafo, assim definiu Gia em sua nova fase: "O que ela estava fazendo a ela mesma finalmente começou a aparecer nas fotografias. Eu pude ver a mudança em sua beleza. Havia um vazio em seus olhos".:272, 274-275 Esta capa foi a última de sua vida.
Nessa época, ela trabalhava mais assiduamente com o fotógrafo Albert Watson e conseguia trabalhos para catálogos e lojas de departamento. Em abril de 1982, Richard Avedon a contratou para fotografar para a Versace e ela acabou contratada para fazer a campanha de primavera dessa grife italiana. Depois disso, trabalhou para a empresa alemã Otto GmbH,:275, 284 enquanto participava de um programa ambulatorial de combate à dependência por uso de metadona, mas pouco tempo depois voltou ao vício da heroína. Durante uma sessão de fotos para a Versace no outono de 1982, ela deixou a sessão no meio antes de que qualquer foto aproveitável pudesse ser feita.:284 No final de 1982, Gia conseguia trabalho com apenas alguns poucos clientes. Suas últimas fotos foram para a Otto GmbH na Tunísia, quando foi mandada embora no meio da produção por uso de heroína. Na primavera de 1983, ela deixou Nova York definitivamente.:293, 294

## Últimos anos
Como havia gasto quase todo o dinheiro ganho como modelo em drogas, Gia passou seus últimos três anos vivendo com parentes, com amigos ou com namorados e namoradas na Filadélfia ou em Atlantic City. Em dezembro de 1984, a modelo foi admitida para intenso programa de desintoxicação química no Eageville Hospital.:324 Depois do tratamento, conseguiu um emprego numa loja de roupas mas demitiu-se em pouco tempo.:352 Depois trabalhou como caixa de loja e numa lanchonete de lar de idosos. No meio de 1985, voltou ao consumo de drogas. Em junho de 1986, deu entrada no Warminster General Hospital com pneumonia dupla. Poucos dias depois, foi diagnosticada como portadora do vírus da AIDS.:360, 361

### Morte
Em 18 de outubro de 1986 ela deu entrada no Hahnemann University Hospital. Sem dinheiro, foi internada como indigente aos cuidados do Estado. A doença a fez perder peso, dentes, cabelo, ter hemorragias internas e manchas e tumores em todo corpo provocadas pelo Sarcoma de Kaposi. Sua mãe esteve o tempo todo a seu lado. Um mês depois, em 18 de novembro, Gia morreu por complicações causadas pelo vírus HIV.:387 Ela foi enterrada em 23 de novembro numa pequena cerimônia em sua cidade natal. Ninguém do mundo da moda compareceu ao enterro, porque ninguém ficou sabendo de sua morte até algum tempo depois. Scavullo, mentor, amigo e confidente, foi o único a mandar um cartão à família quando soube da notícia.:389, 390

## Na cultura
Em 1993, uma biografia de Gia Carangi foi escrita pelo jornalista investigativo Stephen Fried: Thing of Beauty: The Tragedy of Supermodel Gia. Baseado nesse livro, a rede HBO lançou em 1998 o filme Gia, estrelado por Angelina Jolie no papel da modelo, pelo qual ela receberia o Globo de Ouro de Melhor Atriz em Minissérie ou Filme para TV, e Faye Dunaway também seria premiada como Melhor Atriz Coadjuvante em Série, Minissérie ou Filme para TV, no papel de Wilhelmina Cooper, dona da agência de modelos que leva seu nome e mentora de Gia no mundo da moda.
Em 1996, a atriz e roteirista Zoë Tamerlis, ela também uma viciada em cocaína e heroína que morreria em 1999, escreveu um roteiro para o cinema sobre a vida de Gia. Tal roteiro nunca foi transformado em filme, mas após a morte de Tamerlis o material documental dela, de Gia, de fotógrafos, familiares da modelo e de Sandy Linter foram incorporados no documentário An American Girl: The Self-Destruction of Gia, de 2003.
A orientação sexual de Gia também tem sido discutida após sua morte. Algumas associações LGBT a rotulam como lésbica e outras como bissexual, por seu relacionamento também com homens. No filme Gia, Jolie a interpreta como bissexual. Desde sua morte, ela é considerada como um ícone lésbico, e de ter sintetizado o termo "lesbian chic" uma década antes de ele ser cunhado.